# Алимпич, Зоран
Зоран Алимпич (серб. Зоран Алимпић; род. 20 октября 1965, Панчево, САК Воеводина) — сербский политик, исполняющий обязанности мэра Белграда (2007—2008). 

## Биография
Родился 20 октября 1965 года в Панчево. С 1968 года жил в Белграде, где окончил среднюю архитектурно-инженерную школу и факультет лесного хозяйства в Белградском университете. 
Он был советником муниципального собрания общины Чукарица с 1994 по 2004 год, а затем был избран в Городское собрание Белграда. С июля 2004 года он является членом Национальной скупщины Сербии, а также занимает должность председателя городского правления Демократической партии.
27 сентября 2007 года умер мэр Белграда Ненад Богданович, и Алимпич стал исполняющим обязанности главы города до назначения Бранислава Белича.